# بابا (عنوان تجلیلی)
بابا با معانی پدر یا پدر بزرگ یا آقا، عنوانی تجلیلی بوده که ریشه در زبان پارسی داشته و در بسیاری از فرهنگ‌های آسیای غربی و جنوبی کاربرد دارد. واژه بابا از لحاظ قیاس همان واژه یونانی پاپا در زبان‌های اروپایی می‌باشد؛ در حالیکه این واژه برای نامیدن کشیشها و اسقف‌های مسیحی کاربرد دارد (باتوجه به کاربرد و ریشه واژه پاپ).
این واژه بعنوان نشانه‌ای از احترام میان هندوها و سیک‌ها و همچنین بعنوان پیشوند و پسوند نام اشخاص مورد استفاده قرار می‌گیرد. نمونه‌هایی مانند سای بابا شیردی را می‌توان قید نمود. واژه بابا همچنین یک عنوان برای قطب سلسله تصوف نیز می‌باشد؛ مانند صوفی عبدالرحمان مومند ملقب به رحمان بابا. این عنوان حتی در فرهنگ مردمان شرق دور در مالزی نیز پذیرفته شده‌است.